# نخر مميع في الرئة

النخر المُمَيّع (أو النخر التمايعي) هو أحد أنواع النخر الذي يحدث نتيجة تحول النسيج إلى كتلةٍ سائلةٍ ولَزِجَة. وغالبًا ما يرتبط هذا النوع من النخر بالالتهابات البؤرية الجُرثوميَّة أو الفِطريَّة. عند الإصابة بالنخر المُمَيَّع، تنحل الخلية المصابة ويتم امتصاصها كليًا عن طريق إنزيمات الحَلمَة، ممَّا يؤدي إلى حدوث آفة متحددة ورخوة تتكوَّن من القَيح وبعض البقايا السائلة للنسيج النخري. كما أنَّ كريَّات الدم البيضاء الميتة تتحوَّل إلى قَيحٍ بلونٍ أصفر شاحب. وبعد التخلُّص من بقايا الخليَّة عن طريق خلايا الدم البيضاء, يبقى المكان الذي كان يشغله هذا السائل فارغًا. ويقترن النخر بتَكوّن الخُرَّاج، وغالبًا ما يتواجد في الجهاز العصبي المركزي.

## الإصابة في المخ
لأسبابٍ غير واضحة، يؤدي أيضًا موت الخلايا نتيجة نقص الأوكسجين في الجهاز العصبي إلى حدوث النَّخر المُمَيَّع. وأثناء تلك العملية، تقوم اليحاليل بتحويل الأنسجة إلى سوائلٍ تشبه الحساء نتيجة للإنزيمات الهاضمة لهذه اليحاليل. كما أن تلَّف بنية النسيج يعني أنَّ النسيج قد تَحوَّل في الأساس إلى سائلٍ. ولا ترتبط هذه العمليَّة بوجود جراثيم أو عدوى جرثومية.
تُصبح المنطقة المُصابة رخوة ويحتوي مركزها على بقايا نخريَّة مُمَيَّعة. ولاحقًا، يتكوَّن جدار كيسي.
مِجهريًا، يحتوي الحَيِّز الكَيسِي على بقايا خلايا نخريَّة وعلى بلاعم ممتلئة بالمادة المبتلعة. ويتشكل الجدار الكِيسَي من الشُعيرات الدمويَّة المُتكاثرة والخلايا الالتهابيَّة، وأيضًا الدباق (الخلايا الدِبقيَّة المُتكاثرة) - إذا ما تواجد في المخ - والخلايا الليفيَّة المُتكاثرة في حالة وجود تجويف بالخُرَّاج.

## الإصابة في الرئة
يُمكن أيضًا أن يحدث النخر المُمَيعّ في الرئة.